# Institut Gregor-Mendel de biologie moléculaire des plantes

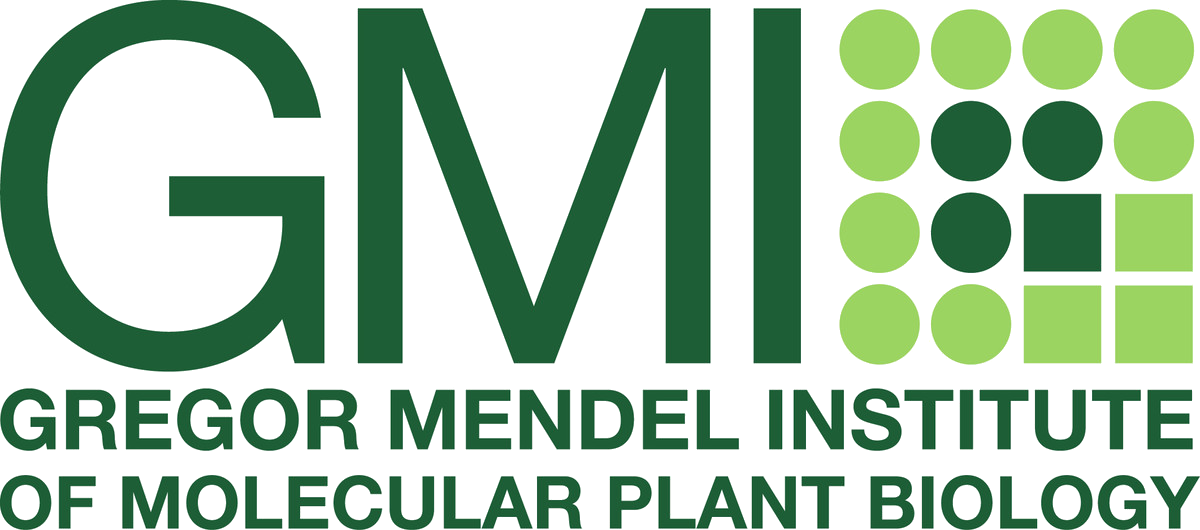
Logo de l'Institut Gregor-Mendel de biologie moléculaire des plantes

L'Institut Gregor-Mendel de biologie moléculaire des plantes (en anglais Gregor Mendel Institute of Molecular Plant Biology, GMI) est un institut de recherche fondamentale situé à Vienne, en Autriche. Il a été fondé en 2000 par l'Académie autrichienne des sciences (en allemand « Österreichische Akademie der Wissenschaften », ÖAW) pour promouvoir la recherche de pointe dans le domaine de la biologie moléculaire des plantes,. Le GMI emploie environ 130 personnes. Son directeur fondateur était Dieter Schweizer, et le directeur scientifique actuel est Magnus Nordborg,. L'institut porte le nom de Gregor Mendel, communément reconnu en tant que le « père fondateur de la génétique », en raison de ses travaux scientifiques et du fait de ses études à l'université de Vienne au milieu du XIXe siècle.

## Recherche
Des recherches sont menées au GMI sur de nombreux aspects de la biologie moléculaire. Il s'agit notamment des mécanismes fondamentaux de l'épigénétique, de la biologie cellulaire, des interactions entre les plantes et les pathogènes,, de la biologie du développement ,et de la génétique des populations,.  
Liste, en mars 2023, des neuf groupes de recherche indépendants, dirigés par :  
- Frédéric Berger : Architecture et fonction de la chromatine[15],[16]
- Yasin Dagdas : Mécanismes de contrôle de qualité cellulaire médiés par l'autophagie chez les plantes[17],[7]
- Liam Dolan : Développement et évolution des plantes terrestres[18],[10]
- Arturo Marí-Ordóñez : Mécanismes de reconnaissance et d'extinction des transposons chez les plantes[19]
- Ortrun Mittelsten Scheid : Changements épigénétiques chez les plantes[9],[6]
- Magnus Nordborg : Génétique des populations[12],[5],[3]
- Silvia Ramundo : Biogenèse des chloroplastes et contrôle de qualité des protéines[20],[21]
- Kelly Swarts : Génomique des cernes d'arbres [22]

## Conseil consultatif scientifique
Un conseil consultatif scientifique (en anglais « Scientific Advisory Board », SAB) est chargé d’évaluer, chaque année, les recherches menées au GMI. Le SAB est composé d'experts internationaux indépendants. Leur tâche principale consiste à fournir un retour d'information sur la qualité du travail scientifique à la direction du GMI et à l'Académie autrichienne des sciences.  
Composition (en mars 2023) : 
- Richard Durbin, Department of Genetics, Université de Cambridge (Royaume-Uni)
- Niko Geldner, Département de biologie moléculaire des plantes, Université de Lausanne (Suisse)
- Harmit Malik, Division des sciences fondamentales, Centre Fred Hutchinson de recherche sur le cancer, Seattle (États-Unis)
- Krishna Niyogi, Biologie végétale et microbienne, Université de Californie à Berkeley (États-Unis)
- Keiko Sugimoto, Centre RIKEN pour la science des ressources durables (Japon)
- Nick Talbot, The Sainsbury Laboratory, Norwich (Royaume-Uni)
- Miltos Tsiantis, Département du développement comparatif et de la génétique, Institut Max Planck de recherche sur les cultures (Allemagne)
- Susan Wessler, Département de botanique et de sciences végétales, Université de Californie à Riverside (États-Unis)

## Infrastructure scientifique
Le GMI est situé avec d'autres instituts de recherche au Vienna BioCenter, dans le 3e arrondissement de la ville. Le campus compte plus de 2 600 scientifiques provenant de plus de 70 pays. Le Vienna BioCenter abrite également l'Institut de biotechnologie moléculaire (en anglais « Institute of Molecular Biotechnology », IMBA), l'Institut de recherche en pathologie moléculaire (en anglais « Research Institute of Molecular Pathology », IMP) et les Laboratoires Max Perutz de Vienne, une coentreprise de l'Université de Vienne et de l'Université de médecine de Vienne. Les groupes de recherche ont également accès aux services fournis par les Vienna BioCenter Core Facilities (VBCF). Ceux-ci comprennent, entre autres, le phénotypage à haut débit des plantes et le séquençage haut débit, aussi nommé séquençage nouvelle-génération.

## Communication scientifique
Le GMI vise à rendre les thèmes de la recherche sur les plantes plus accessibles au grand public. À cette fin, le GMI a développé des jeux mobiles pour la recherche et la reconnaissance de plantes dans les zones vertes de Vienne (Botanic Quest, Naturdenkmäler Wien Quest) ainsi qu'une plateforme d'information pour les enfants (gmi4kids).